# St. Ludwig (Berlin-Wilmersdorf)

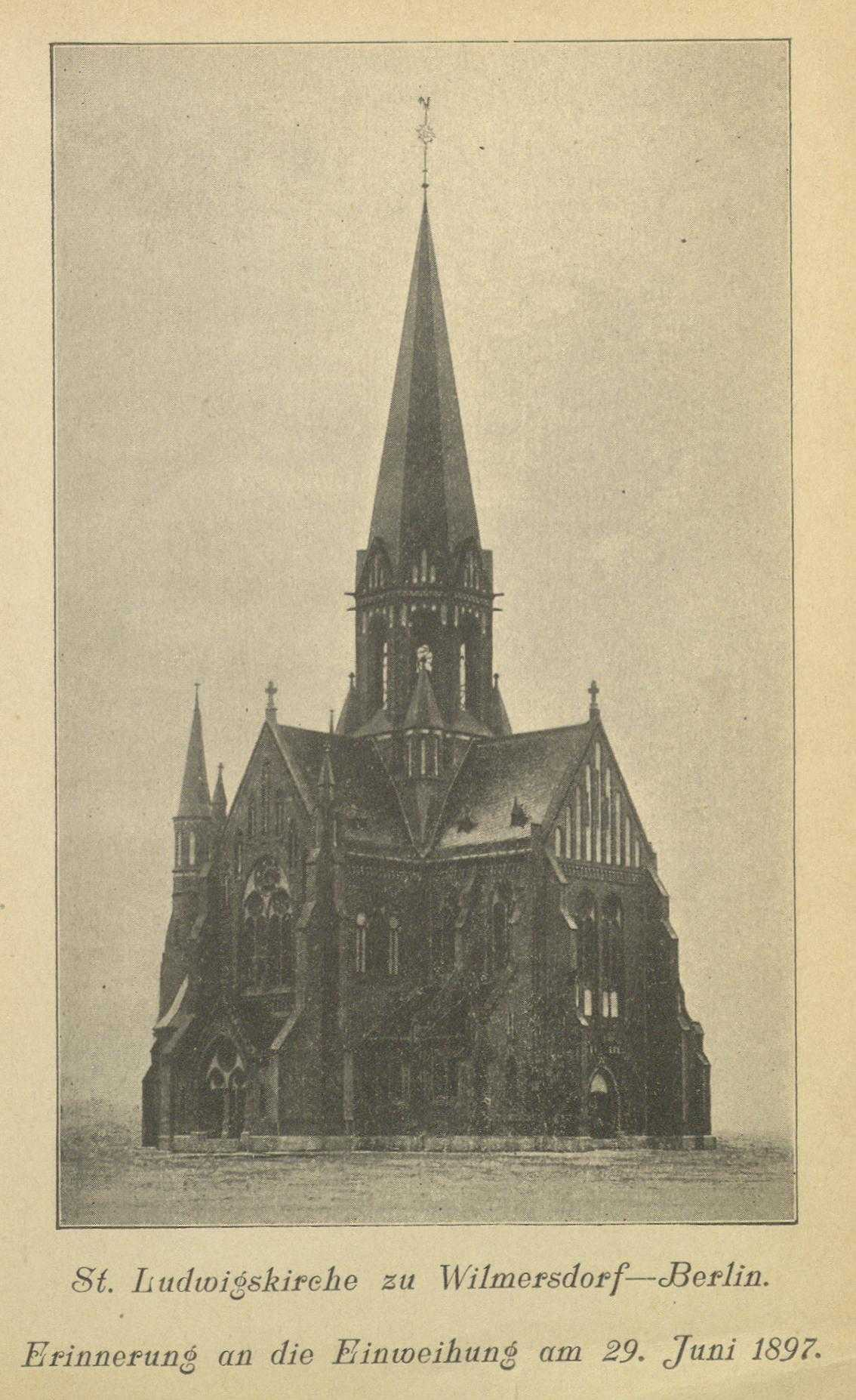
Bild zur Einweihung am 29. Juni 1897

Die katholische St.-Ludwigs-Kirche im Berliner Ortsteil  Wilmersdorf am Ludwigkirchplatz (bis 1895: Straßburger Platz) wurde 1895–1897 von dem Architekten August Menken erbaut. Der Kirchenbau im Stil der norddeutschen Backsteingotik wird auch „Ludwig-Windthorst-Gedächtniskirche“ genannt. Sie ist dem heiligen König Ludwig IX. von Frankreich geweiht und wurde von 1986 bis 2020 von Franziskanern seelsorglich betreut.

## Geschichte
Der heutige Ortsteil Wilmersdorf entwickelte sich seit Mitte der 1880er Jahre in einem rasanten Tempo zu einer selbstständigen gutbürgerlichen Großstadt. Zum Zeitpunkt der Reichsgründung im Jahr 1871 war Wilmersdorf noch ein Dorf, und auch im Jahr 1890 zählte es erst 5.000 Einwohner. In der Folge wuchs es rasch, und mit ihm die katholische Gemeinde. Es löste sich vom Kreis Teltow, erhielt 1906 Stadtrecht, und hatte schließlich 1920 bei der Eingemeindung nach Groß-Berlin annähernd 140.000 Einwohner.
Zur Bauzeit der Ludwigskirche gab es daher ringsum noch weite Flächen unbebauten Ackerlandes. So befand sich das Gebiet des damaligen Straßburger Platzes, der 1890 erbaut wurde, der sogenannte ‚Hopfenbruch‘, ein Moor mit Bäumen und Sträuchern. Dieser wurde stetig durch ein Abwassergraben, den Schwarzen Graben, entwässert. Es waren des Weiteren neben der Kirche überwiegend großbürgerliche, vier- und fünfgeschossige Mietshäuser mit reich ornamentierten Fassaden und vornehmen Wohnungen im Entstehen, die auch heute noch im Wesentlichen die unmittelbare Umgebung des Sakralbaus prägen.
Zu dieser Zeit herrschte wie überall in den neu entstehenden Vorstädten, so auch in Wilmersdorf, eine sogenannte ‚Kirchennoth‘. Vor dem Bau der Menkenschen Ludwigskirche hatte es an katholischen Kirchen lediglich im südlich angrenzenden Schmargendorf eine mittelalterliche Dorfkirche gegeben. Menkens Ludwigskirche war die erste große katholische Kirche, die im Südwesten Berlins entstand. Zeitgleich wurde als erste große evangelische Kirche in Wilmersdorf anstelle der alten, 1772 erbauten, evangelischen Dorfkirche in den Jahren 1895 bis 1897 die Auenkirche als neugotische Backsteinkirche von Max Spitta erbaut, die auch „Christuskirche“ genannt wurde. Ausschlaggebend für den Kirchenneubau war im Jahr 1890 die Bauplatz-Schenkung durch die Wilmersdorfer Terrain-Aktien-Gesellschaft. Der Fürstbischöfliche Delegat Prälat Joseph Jahnel hatte als Repräsentant des Fürstbistums Breslau zur Linderung der Kirchennot in Wilmersdorf den später in Ludwigskirchplatz umbenannten Straßburger Platz geschenkt erhalten.
Die Schenkung war allerdings an die Bedingung gebunden, einen monumentalen Kirchenbau zu erbauen, wie Pfarrer Carl Milz in der Kirchenchronik der Ludwigskirche berichtete. Obwohl es an Geld und kurzfristig auch an Gemeindemitgliedern mangelte, setzte sich tatsächlich die Monumentalbauidee durch. Als am 14. März 1891 der Zentrumspolitiker und Jurist Ludwig Windthorst starb, wurde die Gelegenheit ergriffen, ihm zu Ehren eine Gedächtniskirche zu errichten, entsprechend dem nahegelegenen Vorbild einer freistehenden, monumentalen Gedächtniskirche, wie sie ungefähr zeitgleich in Charlottenburg nach Entwurf von Franz Schwechten zu Ehren von Kaiser Wilhelm I. entstand.
Seit 1871 war Ludwig Windthorst 20 Jahre lang Wortführer der katholischen Zentrumspartei gewesen und während des Kulturkampfes (1871–1887), d. h. zur Zeit antikatholischer Gesetzgebung, als bedeutendster parlamentarischer Gegner Otto von Bismarcks für die Rechte der Katholiken eingetreten. Seit 1866 arbeitete Windthorst abwechselnd als Rechtsberater des entthronten Königs Georg V. in Hannover und als Abgeordneter in Berlin mit einem Zweitwohnsitz in Wilmersdorf. Verständlicherweise war das Bedürfnis der Wilmersdorfer Katholiken groß, ihrem Wortführer an seinem ehemaligen Wohnort zum Andenken einen Ort des Gedächtnisses zu schaffen.
2003 vereinigte Erzbischof Georg Kardinal Sterzinsky die Gemeinde mit der Pfarrei St. Albertus Magnus, St. Ludwig blieb Pfarrkirche.
Seit 1986 waren Franziskaner Seelsorger an St. Ludwig, die dort in einem kleinen Konvent wohnten. 1967 hatte die Schlesische Franziskanerprovinz Silesia in Berlin-Tempelhof ein neues Kloster gebaut, wo sich auch das Provinzialat der Silesia befand. Im August 1986 zog dieser Konvent an die St.-Ludwigs-Kirche um und gehörte jetzt zur  Sächsischen Franziskanerprovinz Saxonia, in der die Silesia in dem Jahr aufgegangen war. Die Brüder (ab 2010 nach Fusion der deutschen Provinzen zur Deutschen Franziskanerprovinz Germania gehörig) gaben zum 1. September 2020 die Leitung und Seelsorge der Gemeinde ab und verließen aufgrund ihres größer werdenden Nachwuchsproblems die Gemeinde; die Seelsorge übernahmen wieder Diözesanpriester des Erzbistums Berlin.
Zum 1. Januar 2024 verfügte Erzbischof Heiner Koch per Dekret die Aufhebung der Pfarreien St. Ludwig und Maria unter dem Kreuz und die Errichtung der gemeinsamen Pfarrei St. Helena – Wilmersdorf-Friedenau, Pfarrkirche wurde St. Ludwig.

## Wettbewerb
Im Januar 1893 waren zwei Architekten, August Menken und ein namentlich nicht genannter weiterer katholischer Architekt, zu einem engeren Wettbewerb aufgefordert worden, Vorentwürfe zum Neubau einer Gedächtniskirche für den kürzlich verstorbenen Ludwig Windthorst vorzulegen. Die Initiative ging von Prälat Jahnel, dem Propst der katholischen St.-Hedwigs-Kathedrale aus, sowie von den beiden Vorsitzenden der Zentrumsfraktion, Franz von Ballestrem und Clemens Heereman von Zuydwyck. Aus Geldmangel war offensichtlich zunächst nur der provisorische „Bau einer Kirche im Werthe von mindestens 60.000 Mark“ (kaufkraftbereinigt in heutiger Währung: rund 505.000 Euro) geplant, die „wenngleich als Interimsbau gedacht, doch in würdiger Weise auszustatten und mit einem Thurme versehen“ werden sollte. Doch August Menken scheint dessen ungeachtet bis Ende März 1893 der Jury den Entwurf zu einer großen, monumentalen Kirche vorgelegt zu haben.
Die Wettbewerbsentwürfe sind nicht erhalten, doch geben zeitgenössische Zeitschriftenartikel einige Hinweise. Über den Mitkonkurrenten ist lediglich bekannt, dass er sich an die Vorgaben der Ausschreibung gehalten hatte und einen finanziell günstigen Interimsbau „mit Turm und würdiger Ausstattung“ entwarf.
Menken gewann den Wettbewerb, da sein Entwurf einer imposanten, monumentalen Kirche die beurteilende Kommission überzeugte und dem Wunsch nach einem ehrwürdigen Bau für Ludwig Windthorst entsprach. Sein Kirchenbau war ebenfalls provisorisch auf Ergänzung durch weitere Bauabschnitte hin konzipiert, doch wird Menken die Minimalbausumme von 60.000 Mark damals bereits um ein Vielfaches überschritten haben, was daraus zu schließen ist, dass er erstens von der Jury gezwungen wurde, kostenreduzierende Veränderungen vorzunehmen und zweitens, dass die Baukosten zum Zeitpunkt der Baufertigstellung bei 280.000 Mark lagen. Seine Entwürfe zur Ludwigskirche wurden noch im selben Jahr auf der Großen Berliner Kunstausstellung von 1893 öffentlich ausgestellt. Als außergewöhnlich wurde besonders betont, dass die katholische Ludwigskirche ein frühgotischer Werksteinbau mit einem Kleeblattchor und einem markanten Vierungsturm sei.

## Planung
Die Planungsphase von 1893 bis 1895 lässt sich nicht mehr detailliert rekonstruieren, da die Planzeichnungen der heute noch erhaltenen Bauakte undatiert sind. Auf den Plänen fehlen – von Menkens Signatur abgesehen – jegliche amtlichen Prüfstempel, Unterschriften und Datierungen. Dies ist durch den Verlust der Bauakte während des Prüfungsverfahrens gegen Ende des Jahres 1895 zu erklären.
Aus schriftlichen Quellen sind zwei kostenreduzierende Veränderungen überliefert, die Menken an seinem ursprünglichen Wettbewerbsentwurf vornahm. Erstens wurde bei der wie im Fall der Garnisonkirche geosteten Ludwigskirche auf die imposante Westfassade mit den flankierenden Westtürmen verzichtet und das Langhaus auf drei Joche verkürzt. Zweitens musste aus finanziellen Gründen der Gedanke aufgegeben werden, die Kirche als Werksteinbau mit Fassaden in Sandstein zu versehen. Stattdessen wurde ein Backsteinbau ausgeführt. Sandstein wurde aus statischen Gründen nur im Innenraum verwendet, wie für die Langhaus- und besonders die Vierungspfeiler, die das enorme Gewicht des 70 Meter hohen Vierungsturms zu tragen hatten.

## Architektur

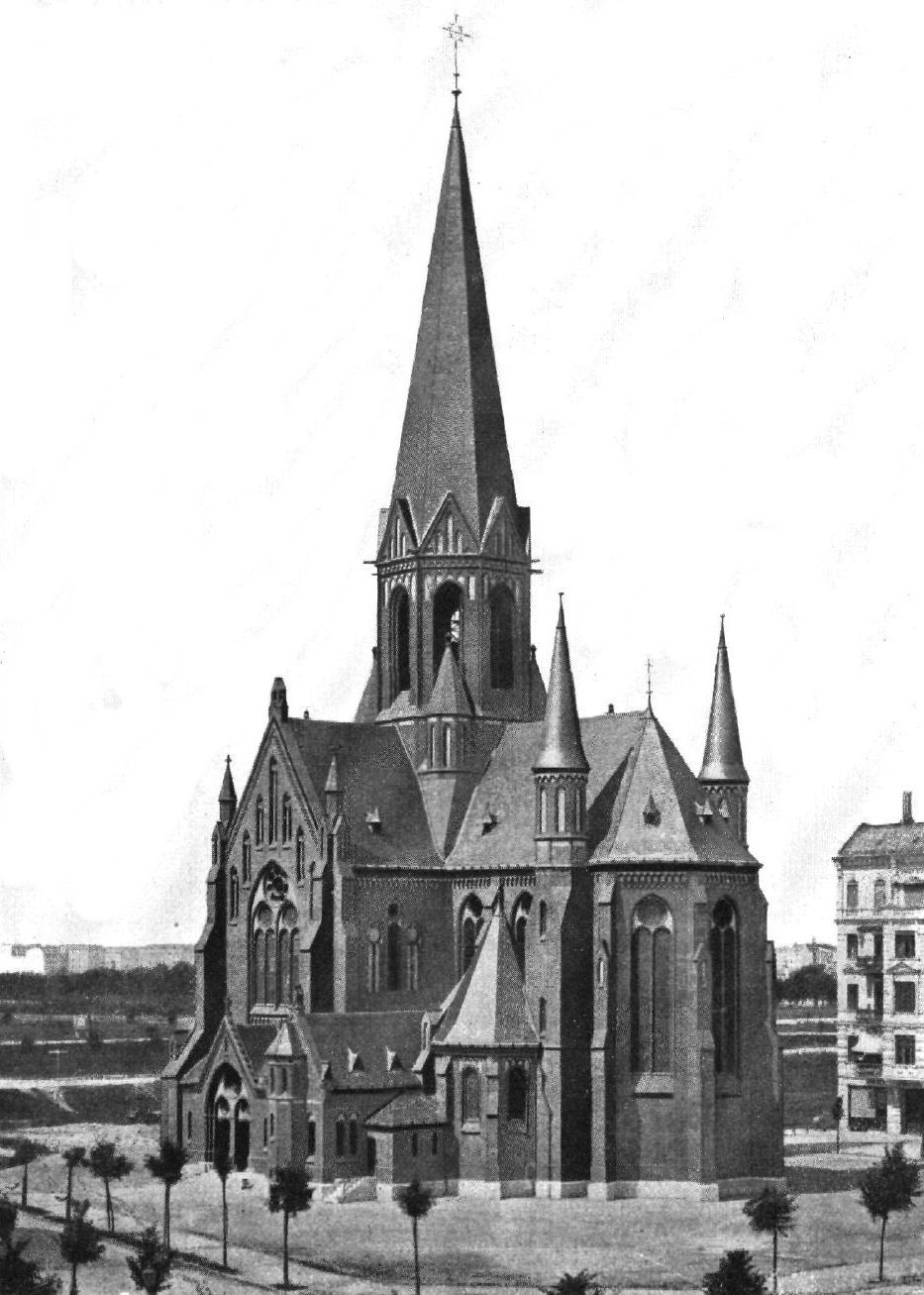
Die Ludwigskirche kurz nach der Fertigstellung; das Bild zeigt die teilweise noch unbebaute Umgebung

Der Grundriss der Ludwigskirche zeigt eine dreischiffige, kreuzförmige, dem griechischen Kreuz angenäherte Anlage mit massiven gebündelten Vierungspfeilern und mit einem gestaffelten Dreiapsidenchor. Nordseitig sind zwei unterschiedlich große, langrechteckige Sakristei- und Paramentenräume angelegt, von denen der größere Raum auf seiner Schmalseite durch ein rundes Treppentürmchen akzentuiert ist. Den kreuzförmigen Grundriss der Ludwigskirche betonte Menken wie bei der zuvor erbauten katholischen Johannes-Basilika durch einen zentralisierten Vierungsbereich.
Der Außenbau der Ludwigskirche ist ihrem Baumaterial entsprechend als Backsteinkirche im Stil der norddeutschen Backsteingotik errichtet. Diese Stilelemente der märkischen, frühgotischen Bautradition griff Menken allerdings nur teilweise auf. Dass sie ihre stilistische und konstruktive Gestaltung ihrer ursprünglichen Planung verdankt, nämlich dem Vorbild rheinisch-frühgotischer Werksteinkirchen, ist deutlich zu erkennen.
Beim Betreten der Ludwigskirche öffnet sich ein weiter, kreuzförmiger, mittelschiffhoher Innenraum. Der Langhaus- und Vorchorjochaufriss ist zweizonig aufgebaut. Spitze, birnstabförmige Arkadenbögen werden von stämmigen Rundpfeilern mit hochreliefierten Blattkapitellen getragen. In der Festschrift zur Einweihungsfeier 1897 wurde geschwärmt:

„Die ganze Formsprache der Kirche gehört der Mitte des 13. Jahrhunderts an, namentlich die Kapitäle, welche mit deutschem Laubwerk geziert sind und von dem Bildhauer Junkersdorf nach Angaben und Zeichnungen des Architekten August Menken modelliert und ausgeführt wurden, verdienen besondere Beachtung.“

Abgesehen von der Kanzel, die Max Hasak ausführte, stammte die Innenausstattung von August Menken. Dem steinernen Altar waren wie in der katholischen Garnisonkirche Säulen aus schwarzfarbenem Marmor vorgestellt und das Retabel bestand aus zwei holzgeschnitzten, reliefierten Gehäusen mit je drei gestaffelten Wimperggiebeln, die einen Tabernakel mit Tabernakelaufbau in ihre Mitte nahmen. Um der Ludwig-Windthorst-Gedächtniskirche die höhere Ehre einer „Königskirche“ zu verleihen, wurden am Vierungspfeiler Skulpturen von heiliggesprochenen Königen, Königinnen und Fürsten aufgestellt. Dargestellt waren Karl der Große, die Heilige Landgräfin Elisabeth von Thüringen, Kaiser Heinrich II. und dessen Gemahlin Kunigunde. Wegen ihrer frühgotischen Stilistik, die den Naumburger Stifterfiguren nachempfunden war, wurden die von Bildhauer Fink modellierten und von der Firma Zeyer & Co. in Berlin ausgeführten Figuren hoch gelobt. Die Verglasung schilderte in den unteren zwei Sprossenfenstern des Chores das Leben des Heiligen Ludwig. Ansonsten war die Verglasung an mittelalterliche Ornamentverglasung angelehnt. Der Fußboden war aus Mettlacher Fliesen aus kontrastreichen, abwechselnd hellen und dunklen Quadratplatten in großen und kleinen Rautenmustern zusammengefügt.

## Städtebauliche Bedeutung

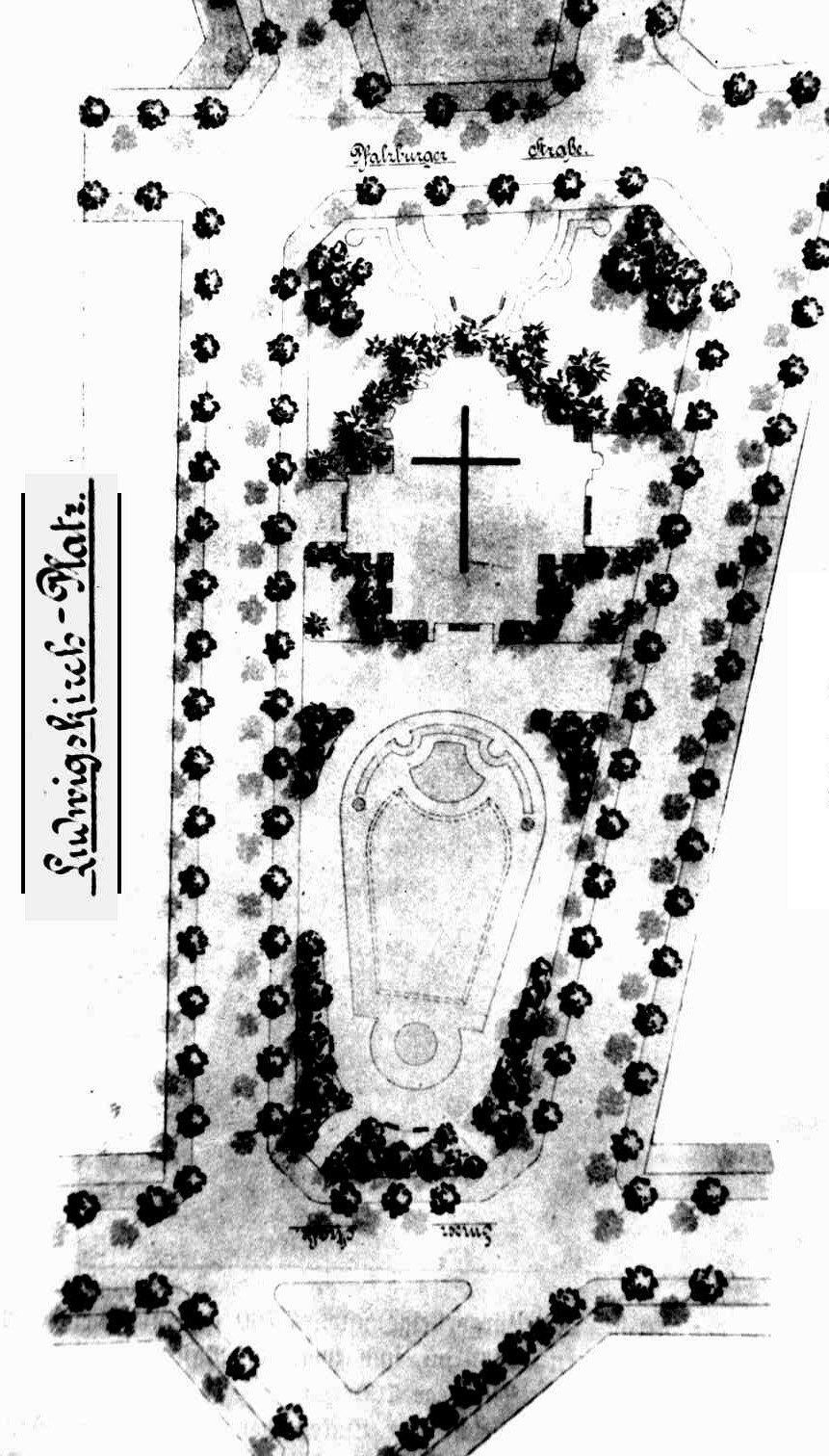
Lageplan der Gartenanlage, 1906

Als städtebauliche Besonderheit gilt die allseitig freistehende Lage der Ludwigskirche. Die zentrale Positionierung einer Kirche auf einem freien Platz war gerade in Berlin im späten 19. Jahrhundert zunehmend schwieriger, da infolge des Baubooms keine zentralen Platzanlagen mehr verfügbar waren oder weil infolge der weit verbreiteten Grundstücksspekulation die Grundstückspreise zu hoch waren. So kam es, dass viele Kirchen, besonders katholische Kirchen um die Jahrhundertwende in Berlin in der Straßenflucht errichtet wurden, was also nicht mit einer konfessionellen Benachteiligung, sondern mit einer oft mangelhaften Finanzlage der Gemeinden zusammenhing.
Die Ludwigskirche wird im Stadtraum sowohl durch ihre freistehende Lage als auch durch die aufwendige Parkgestaltung mit einem Springbrunnen vor der Westfassade hervorgehoben.

## Bauausführung und weitere Geschichte
Die neuentstehende Ludwigsgemeinde konnte ihren Kirchenbau sowie die Inneneinrichtung der neuen Kirche zum größten Teil aus Spendengeldern finanzieren. Nach einem Spendenaufruf, der reichsweit an zahlreiche katholische Verbände, Vereine und Abgeordnete ergangen war, wurden für das Andenken des weit bekannten und geschätzten Zentrumspolitikers 200.000 Mark gesammelt. Daher konnte am 29. Juni 1895 die Grundsteinlegung erfolgen und mit der Bauausführung begonnen werden. Genau zwei Jahre später, am 29. Juni 1897, erfolgte nach zügiger Bauzeit die feierliche Einweihung der Ludwigskirche „als baulicher und kultureller Mittelpunkt“.
Im Jahr 1913 wurde ein weiter engerer Wettbewerb unter neun eingeladenen katholischen Architekten für eine Erweiterung der Kirche ausgelobt, da die erhaltenen Pläne von Menken keinen genaueren Aufschluss über die von ihm ursprünglich gedachte Erweiterung gaben. Den 1. Preis erhielt der Mainzer Dombaumeister Ludwig Becker, den 2. Preis der Berliner Architekt Engelbert Seibertz. Im Herbst 1913 wurden Ludwig Becker und sein Büropartner Anton Falkowski mit der Ausführungsplanung beauftragt, zur Bauausführung kam es jedoch nicht – wahrscheinlich wurde das Bauprojekt spätestens nach dem Kriegsausbruch im Sommer 1914 aufgegeben.
Im Zweiten Weltkrieg wurde die Kirche 1943 beschädigt, 1955 und 1961 wiederhergestellt.
Die Kirche hatte wegen der von Menken geplanten Erweiterung durch Hinzufügung weiterer Joche nach Westen keine Vorhalle – diese wurde in den Nachkriegsjahren in moderner Form aus Glas mit roten Fensterprofilen und einem überstehenden Dach hinzugefügt. 1983–1984 wurde die dem neugotischen Stil der Kirche angepasste Vorhalle ergänzt (an den Fugen erkennbar).

## Orgel

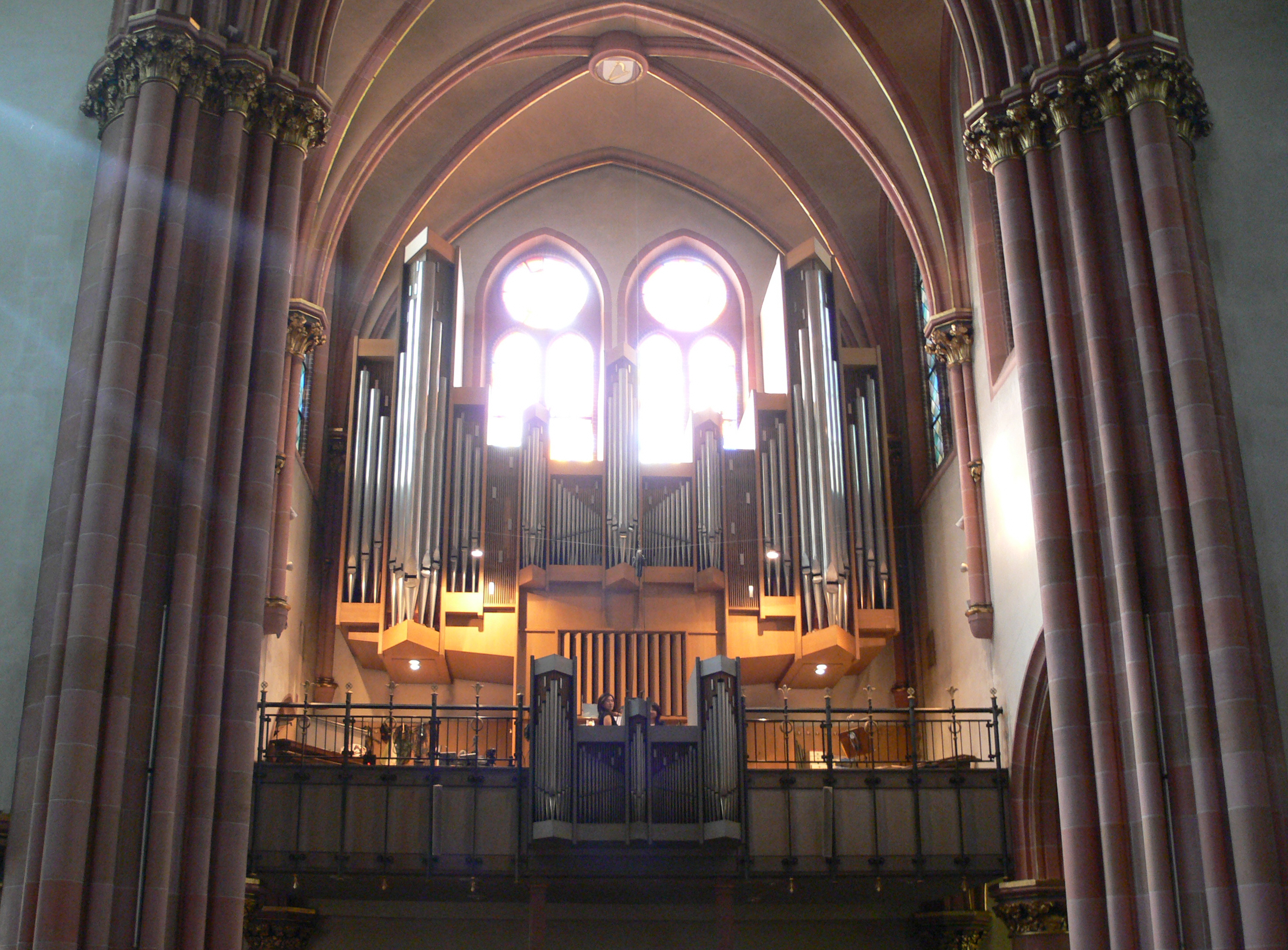
Orgel

Die Orgel der Kirche wurde 1970 durch die Orgelbauwerkstatt Gebrüder Stockmann erbaut. Sie besitzt 46 Register auf drei Manualen und Pedal. Die Disposition ist wie folgt:
| I Rückpositiv C–a3 |            |       |
| 1.                 | Rohrflöte  | 8′    |
| 2.                 | Praestant  | 4′    |
| 3.                 | Gedackt    | 4′    |
| 4.                 | Oktave     | 2′    |
| 5.                 | Rohrpfeife | 2′    |
| 6.                 | Quinte     | 1 ⁄3′ |
| 7.                 | Zimbel III | 1′    |
| 8.                 | Krummhorn  | 8′    |
| 9.                 | Vox Humana | 8′    |
|                    | Tremulant  |       |

| II Hauptwerk C–a3 |                  |        |
| 10.               | Pommer           | 16′    |
| 11.               | Prinzipal        | 08′    |
| 12.               | Gemshorn         | 08′    |
| 13.               | Oktave           | 04′    |
| 14.               | Rohrflöte        | 04′    |
| 15.               | Nasat            | 02 ⁄3′ |
| 16.               | Oktave           | 02′    |
| 17.               | Flachflöte       | 02′    |
| 18.               | Cornett V (ab f) | 08′    |
| 19.               | Mixtur V–VI      | 02′    |
| 20.               | Fagott           | 16′    |
| 21.               | Trompete         | 08′    |

| III Schwellwerk C–a3 |                 |        |
| 22.                  | Quintade        | 16′    |
| 23.                  | Hohlflöte       | 08′    |
| 24.                  | Rohrgedackt     | 08′    |
| 25.                  | Schwebung       | 08′    |
| 26.                  | Praestant       | 04′    |
| 27.                  | Zartflöte       | 04′    |
| 28.                  | Quintade        | 04′    |
| 29.                  | Waldflöte       | 02′    |
| 30.                  | Sesquialtera II | 02 ⁄3′ |
| 31.                  | Scharff V       | 01 ⁄3′ |
| 32.                  | Dulzian         | 16′    |
| 33.                  | Hautbois        | 08′    |
| 34.                  | Clairon         | 04′    |
|                      | Tremulant       |        |

| Pedal C–g1 |                     |                  |
| 35.        | Prinzipal           | 16′              |
| 36.        | Subbass             | 16′              |
| 37.        | Quinte              | 10 2⁄3′          |
| 38.        | Oktavbass           | 08′              |
| 39.        | Gedacktbass         | 08′              |
| 40.        | Choralbass          | 04′              |
| 41.        | Rohrpfeife          | 04′              |
| 42.        | Bauernflöte         | 02′              |
| 43.        | Basssesquialtera II | 05 1⁄3′ + 3 1⁄5′ |
| 44.        | Hintersatz IV       | 02 ⁄3′           |
| 45.        | Posaune             | 16′              |
| 46.        | Trompete            | 08′              |

- Koppeln: I/II, III/II, III/I, I/P, II/P, III/P, 5 Oktavkoppeln
- Spielhilfen: 10.000 Setzerkombinationen

## Pfarrer
- Carl Milz (1898–1935)
- Georg Schubert (1935–1953)
- Raimund Greve (1953–1959)
- Benno Fahlbusch (1959–1986)
- Die Franziskaner (1986–2020)
  - P. Josef Schulte OFM (1986–1989)
  - P. Urban Hachmeier OFM (1989–2004)
  - P. Hans-Georg Löffler OFM (2004–2013)
  - P. Maximilian Wagner OFM (2013–2020)
- Thomas Pfeifroth (2020–2021), Pfarradministrator
- Frank-Michael Scheele (2021–2025), Pfarradministrator
- Stephan Komischke (seit 2025)